# Lista siturilor arheologice din județul Brăila - F
Lista siturilor arheologice din județul Brăila - F conține toate siturile arheologice din județul Brăila înscrise în Repertoriul Arheologic Național (RAN) și aflate în localități al căror nume începe cu litera F. RAN este administrat de Ministerul Culturii și Patrimoniului Național și cuprinde date științifice, cartografice, topografice, imagini și planuri, precum și orice alte informații privitoare la zonele cu potențial arheologic, studiate sau nu, încă existente sau dispărute.
Puteți căuta un sit din localitățile care încep cu litera F folosind formularul de mai jos sau puteți naviga prin toate siturile din județ la Lista siturilor arheologice din județul Brăila.
| Cod RAN     | Denumire | Localitate                              | Adresă          | Datare | Descoperit | Coordonate | Imagine           | Erori            |
| ----------- | --- | --------------------------------------- | --------------- | ------ | ---------- | ---------- | ----------------- | ---------------- |
| 44131.01.01 | Tumulul de la Filipești - "Movila Mandache" / ansamblu anonim (Categorie: descoperire funerară) (Tip: Tumul) | sat Filipești, comuna Surdila-Găiseanca | Movila Mandache |        |            |            | Încărcați imagine | Raportați eroare |